# كثارة التلافيف
كَثَارَةُ التَّلَافيف (اختصارًا PMG) هي حالة تؤثر على نمو الدماغ البشري نتيجة وجود العديد من التلافيف الصغيرة ما يؤدي إلى تشكل طيات مفرطة في الدماغ تزيد من سماكة القشرة المخية بشكل غير طبيعي. قد يؤثر هذا الشذوذ على منطقة واحدة أو مناطق متعددة من الدماغ.
لم تُحدد لحظة بداية المرض؛ ومع ذلك، وُجد أنه يحدث قبل الولادة إما في المراحل المبكرة أو اللاحقة من نمو الدماغ. عندما يحدث في المراحل المبكرة، يسبب اضطراب في انقسام وهجرة الخلايا العصبية البدائية، بينما يسبب حدوثه في المراحل المتأخرة اضطراب نمائي تالٍ لهجرة الخلايا العصبية.
تختلف الأعراض التي يعاني منها المرضى بحسب الجزء المصاب من الدماغ. لا يوجد علاج محدد للتخلص من هذه الحالة، ولكن توجد أدوية لتخفيف الأعراض مثل النوبات أو تأخر النمو أو ضعف العضلات وغيرها.

## المتلازمات
تم إحراز تقدم تقني كبير خلال العقود القليلة الماضية، ما سمح بإجراء المزيد من الدراسات المكثفة بشأن المتلازمات الناتجة عن من حالات مثل كثرة التلافيف الميكروية. أظهرت تقنيات البحث والتصوير والتحليل أن التوزع لا يبدو عشوائيًا دائمًا، ما كشف عن أنواع مختلفة لهذه الحالة.
تشمل الأنماط الرئيسية لكثرة التلافيف الميكروية: خلف شق سلفيوس (61%)، المعممة (13%)، الجبهية (5%)، والجدارية القذالية المجاورة للسهمي (3%)، وترتبط نسبة 11% منها بانتباذ المادة الرمادية (حالة توجد فيها المادة الرمادية ضمن المادة البيضاء بدلًا من موقعها المعتاد في القشرة المخية).

## العلامات والأعراض
يعتمد تشخيص كثرة التلافيف الميكروية على الوصف فقط فهي ليست مرضًا في حد ذاتها، ولا تفسر السبب الكامن وراء تشوه الدماغ.
قد تكون كثرة التلافيف الميكروية مجرد جزء من متلازمة اضطرابات النمو، لأن الأطفال الذين يولدون بها قد يعانون من مجموعة واسعة من المشاكل الأخرى، بما في ذلك الاضطرابات النمائية العامة، والإعاقات الذهنية الخفيفة إلى الشديدة، وخلل في المهارات الحركية بما في ذلك مشاكل في الكلام والبلع، ومشاكل في الجهاز التنفسي، والنوبات. رغم صعوبة تحديد إنذار المرض لدى الأطفال الذين يعانون من كثرة التلافيف الميكروية، توجد بعض النتائج السريرية المعممة التي تعتمد على المناطق المتأثرة من الدماغ.
- كثرة التلافيف الميكروية الجبهية ثنائية الجانب (بي إف بّي) -تأخر معرفي وحركي، شلل رباعي تشنجي، وصرع
- كثرة التلافيف الميكروية الجبهية الجدارية ثنائية الجانب (بي إف بّي بّي) -تأخر إدراكي وحركي شديد، ونوبات، وشلل الحملقة المتقارنة، وخلل وظيفي في المخيخ
- كثرة التلافيف الميكروية ثنائية الجانب خلف شق سلفيوس (بي بّي بّي) -علامات بصلية كاذبة، وخلل معرفي، وصرع، قد تترافق مع اعوجاج المفاصل أو مرض العصبون المحرك السفلي
- كثرة التلافيف الميكروية الجدارية القذالية ثنائية الجانب (بي بّي بّي بّي) -نوبات جزئية، قد تترافق بعضها مع الاضطرابات العقلية النمائية
- كثرة التلافيف الميكروية المعممة ثنائية الجانب (بي جي بّي)- تأخر معرفي وحركي متباين الشدة ونوبات

يكون معدل حدوث الأعراض في كثرة التلافيف الميكروية 78% للصرع، و70% للتأخر النمائي العام، و51% للتقبضات، و50% لصغر الرأس، و45% لتشوهات الجسم (مثل تشوهات الوجه أو اليدين أو القدمين أو تشوهات الأصابع)، و5% لضخامة الرأس. في كثرة التلافيف الميكروية ثنائية الجانب خلف شق سلفيوس، قد يعاني 75% من المرضى من اضطرابات ذهنية خفيفة إلى متوسطة.

## السبب
سبب كثرة التلافيف الميكروية غير واضح. من المتفق عليه عمومًا أن الاضطراب يحدث أثناء الهجرة العصبية المتأخرة (عندما تصل أغلب الخلايا العصبية إلى القشرة الدماغية بعد نقاط البداية حول الجهاز البطيني للدماغ) أو أثناء التنظيم القشري المبكر لنمو الجنين. توجد أدلة على وجود أسباب جينية وغير جينية.

## العلاج
لا يمكن عكس التشوهات الناتجة عن كثرة التلافيف الميكروية، لكن الأعراض قابلة للعلاج. في بعض الحالات، تمت إزالة المناطق المصابة عبر استئصال نصف الكرة المخية للحد من نشاط النوبة. قلة من المرضى يترشحون للجراحة. يمكن أيضًا التخفيف من التأخر النمائي العام الذي يؤثر على 94% من المرضى عبر العلاجات المهنية والفيزيائية والكلامية. يجب النظر في أن كثرة التلافيف الميكروية سيؤثر على كل مريض بشكل مختلف فتختلف خيارات العلاج وأساليب التخفيف من شدة الأعراض. تتوفر العديد من الخدمات للمساعدة، ويمكن لمعظم مستشفيات الأطفال توجيه مقدمي الرعاية إلى طرق الحصول على المعلومات اللازمة لطلب المساعدة.